# Ystad gymnasium
Ystad gymnasium är en gymnasieskola i Ystad som bildades 1966 som en efterföljare till Ystads högre allmänna läroverk.
Skolenheten Österprtgymnasiet ligger centralt i Ystad vid Österportstorg och Parkgymnasiet som även det tillhör Ystad Gymnasium f.d. Sydskånska gymnasieförbundet. På skolan går det ungefär 2000 elever som kan välja mellan flera inriktningar, däribland teknik, samhälle och natur. De flesta inriktningarna är högskoleförberedande.

## Historia
Ystads högre allmänna läroverk kommunaliserades 1966 och fick namnet Österportgymnasiet. Under 2000-talet gick skolan upp i en ortsgemensam gymanasieskola benämnd Ystad Gymnasium. 
Den monumentala skolbyggnaden uppfördes 1911–13 och invigdes i januari 1914, där slutritningarna sammanställdes av Ola Anderson från Helsingborg. Åren 1864–91 var den berömde Nils G. Bruzelius skolans rektor.